# Pagyda quadrilineata
Pagyda quadrilineata là một loài bướm đêm trong họ Crambidae.